# Fernando Magalhães
Pour les articles homonymes, voir Ribeiro et Magalhães.
Fernando Augusto Ribeiro Magalhães, né le 18 février 1878 à Rio de Janeiro et mort le 10 janvier 1944 dans la même ville, est un médecin-obstétricien brésilien, professeur de clinique gynécologique et obstétrique, considéré par certains comme le créateur de l'école brésilienne d'obstétrique.

## Biographie
Fernando Magalhães était le fils d'Antônio Joaquim Ribeiro de Magalhães et de Deolinda Magalhães. Après avoir obtenu ses diplômes de bachelier ès-sciences et ès-lettres au collège Pierre-II (Colégio Pedro II), il poursuivit ses études à la Faculté de médecine de Rio de Janeiro, où il obtint son diplôme de docteur en médecine en 1899.
En 1900-1901, il devint interne de clinique gynécologique et obstétrique et fut doyen de la Faculté d'obstétrique de 1901 à 1910, professeur de Clinique obstétrique, de 1911 à 1915, directeur de la maternité de l'hôpital de Rio de Janeiro de 1915 à 1918, titulaire de la chaire de Clinique obstétrique en 1922. Il fut également directeur de la Faculté de médecine en 1930 et recteur de l'université de Rio de Janeiro en 1933.
Par ailleurs, Fernando Magalhães s'intéressa à la politique de son pays et fut élu député de l'État de Rio de Janeiro à l'Assemblée constituante de 1934.
Selon les dires du professeur Jorge de Resende, disciple de Fernando Magalhães, exprimés en 1998, on peut considérer que « l'obstétrique, au Brésil, sera divisée, par les historiens du futur, en deux périodes : avant et après Fernando Magalhães. »
Fernando Magalhães fut élu le 22 juillet 1926 à l'Académie brésilienne des lettres (fauteuil no 13) pour succéder à Domício da Gama, et il en exerça la présidence en 1929, 1931 et 1932.
Il était également membre de l'Académie nationale de médecine, du Conseil national de l'éducation, de la Société de médecine et de chirurgie, de l'Institut géographique et historique brésilien, de la Ligue de défense nationale, de l'Académie des sciences (Lisbonne), de la Société d'obstétrique (Paris) et de nombreuses autres associations médicales, nationales ou étrangères.
Fernando Magalhães mourut dans sa ville natale le 10 janvier 1944.

## Distinctions
- Grand-croix de l'ordre de Sant'Iago de l'Épée